# NGC 814
NGC 814 is een lensvormig sterrenstelsel in het sterrenbeeld Walvis. Het hemelobject werd in 1886 ontdekt door de Amerikaanse astronoom Ormond Stone.

## Synoniemen
- PGC 8319
- MCG -3-6-10
- IRAS02082-1600